# Hvozdnice (district de Prague-Ouest)
Pour les articles homonymes, voir Hvozdnice.
Hvozdnice (en allemand : Wosnitz) est une commune du district de Prague-Ouest, dans la région de Bohême-Centrale, en République tchèque. Sa population s'élevait à 517 habitants en 2020.

## Géographie
Hvozdnice est arrosée par sur la rive gauche de la Vltava et se trouve à 8 km à l'est de Mníšek pod Brdy et à 24 km au sud de Prague.
La commune est limitée par Davle au nord et au nord-est, par Štěchovice au sud-est, par Bojanovice au sud, et par Čisovice et Líšnice à l'ouest.

## Histoire
La première mention écrite de la localité date de 999.